# Apisa Maius
Apisa Maius (łac. Dioecesis Apisanensis) – stolica historycznej diecezji w Cesarstwie Rzymskim (prowincja Proconsularis), współcześnie w Tunezji. Od 1933 katolickie biskupstwo tytularne.

## Biskupi tytularni
| Lp. | Biskup                          | Funkcja                                   | Od                  | Do               |
| --- | ------------------------------- | ----------------------------------------- | ------------------- | ---------------- |
| 1   | Johannes Theodor Suhr OSB       | emerytowany biskup Kopenhagi (Dania)      | 6 października 1964 | 16 czerwca 1976  |
| 2   | Lorenzo Miccheli Filippetti OSA | prałat terytorialny Chuquibambilla (Peru) | 12 sierpnia 1976    | 17 stycznia 1978 |
| 3   | Julio Terrazas Sandoval         | biskup pomocniczy La Paz (Boliwia)        | 15 kwietnia 1978    | 9 stycznia 1982  |
| 4   | Josephus Tethool MSC            | biskup pomocniczy Amboiny (Indonezja)     | 2 kwietnia 1982     | 18 stycznia 2009 |
| 5   | Charles Mahuza Yava SDS         | wikariusz apostolski Komorów              | 1 maja 2010         |                  |